# Ofensiva no norte de Chade em 2021
A ofensiva do norte de Chade foi iniciada pelo grupo rebelde Frente pela Alternância e Concórdia no Chade (FACT) em 11 de abril de 2021. Começando na região de Tibesti, no norte do país, após a eleição presidencial no Chade em 2021. O presidente Idriss Déby foi morto durante a ofensiva de 20 de abril. 

## Antecedentes
Nas eleições presidenciais no Chade de 2021, esperava-se que Idriss Déby — um aliado das potências ocidentais que tomou o poder no golpe de Estado em 1990 — estendesse seu mandato de 30 anos no poder. A Comissão Eleitoral Nacional Independente (CENI) indicou que Déby tinha assumido uma grande liderança com 30% dos votos expressos ainda a serem contados. Déby venceu todos os departamentos do país, com exceção de um. Ao não reconhecer os resultados, a oposição convocou o boicote às eleições de 11 de abril, com Yacine Abderaman Sakine, do Partido Reformista, se recusando a conceder a vitória a Déby. Os resultados preliminares são esperados em 25 de abril. Déby era visto na Europa e nos Estados Unidos como um aliado na luta contra a Insurgência islâmica na Nigéria e outros tipos de terrorismo na África Ocidental e Central.
No dia da eleição, o grupo da FACT sediado na Líbia lançou um ataque a um posto na fronteira dos militares do Chade. Atualmente, o grupo está sob a proteção de Khalifa Haftar — comandante do Exército Nacional Líbio (ENL), facção líbia — e frequentemente entra em conflito com os militares de Chade. Um relatório de março de 2021 da ONU afirmava que os rebeldes estavam baseados na base aérea militar de Al Jufra — campo de aviação de mercenários russos do Grupo Wagner — e recebeu voos cargueiros com armas dos Emirados Árabes Unidos. Os rebeldes da FACT também se prepararam para a campanha no Chade usando as armas fornecidas pelos Emirados Árabes Unidos na Líbia.

## Eventos

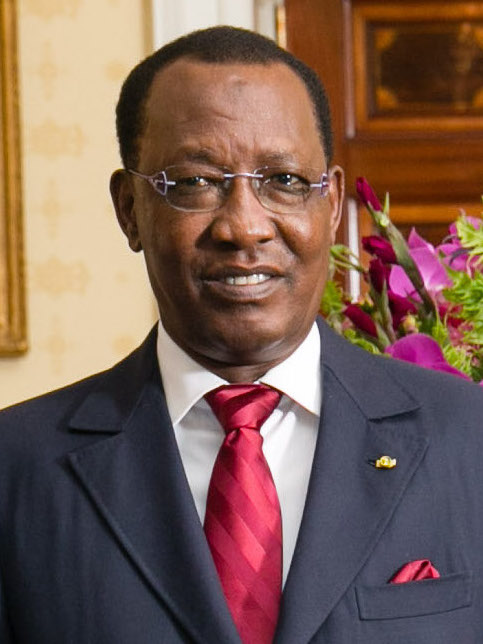
O até então presidente de Chade, Idriss Déby, morreu durante o ataque em Tibesti no dia 20 de abril de 2021.

Após o ataque na fronteira de 11 de abril, as forças da Frente entraram no país em comboios, entrando em confronto com o exército em várias cidades e vilas e se dirigiram à cidade de N'Djamena, capital de Chade. Como resultado da crescente instabilidade, os Estados Unidos e o Reino Unido retiraram funcionários diplomáticos do país. Em 19 de abril, a FACT alegou ter assumido o controle da antiga prefeitura de Borcu-Enedi-Tibesti.
Em 19 de abril de 2021, os confrontos continuaram entre a FACT e elementos das Forças Armadas de Chade. As forças da Frente reivindicaram a independência na parte norte da região de Tibesti. Pelo menos 300 combatentes da FACT foram supostamente mortos nos confrontos, enquanto pelo menos cinco soldados chadianos também foram mortos durante o confronto, o que aumentou a tensão política no país. O exército do governo alegou que havia "destruído completamente" os comboios da FACT que se dirigiam para a capital. Um porta-voz do exército disse que os comboios foram "dizimados" na província de Kanem, na região norte. Após os confrontos, o general Azem Bermandoa Agouna das Forças Armadas do Chade afirmou que o exército havia capturado 150 combatentes da FACT e, relatou 36 soldados chadianos feridos. No mesmo dia, o presidente Idriss Déby foi morto na linha de frente. Seu filho, Mahamat Déby, sucedeu-o como chefe do Conselho Militar de Transição de Chade (CMT). Os rebeldes prometeram continuar sua ofensiva na capital após a morte de Déby.
No dia seguinte, os rebeldes da FACT defenderam sua campanha em direção à capital do Chade, N'Djamena, rejeitando a junta militar de transição liderada pelo filho de Déby como o governo legítimo do Chade. Embora as lojas e outras instalações tenham permanecido abertas, muitos civis optaram por ficar nas suas residências em meio a temores crescentes de conflito. Os políticos da oposição pediram a Mahamat Déby Itno, uma rápida transição civil.  Outro grupo rebelde, o Conselho do Comando Militar para a Salvação da República (CCMSR), também declarou que apoiaria a FACT em sua ofensiva contra o CMT. Em 21 de abril, uma base rebelde no norte de Chade foi supostamente bombardeada. Os rebeldes alegaram que ataques aéreos foram usados para tentar atingir seu líder, Mahamat Mahadi Ali, acusando a França de apoiar o ataque, alegando que estavam "se preparando para avançar" em direção a N'Djamena e que "não aceitava nenhum governo militar", na qual a França negou tais alegações.
O governo do Chade afirmou que os rebeldes derrotados fugiram para o Níger e que as forças nigerinas estavam ajudando as forças de Chade. Em 28 de abril, os confrontos recomeçaram na região de Kanem, com forças terrestres e aéreas atacando posições rebeldes. No dia seguinte, rebeldes alegaram ter dominado a cidade de Nokou em Kanem, após destruir um helicóptero. Por sua vez, o acontecimento foi negado pelas forças do governo, que alegaram ter bombardeado a posição rebelde. Um porta-voz militar afirmou que o helicóptero alegou ter sido abatido por rebeldes que caiu devido a "falhas técnicas" longe do campo de batalha. Em 30 de abril, as forças chadianas alegaram ter recapturado todos os territórios ao redor de Nokou e que seis soldados chadianos foram mortos, enquanto "centenas" de rebeldes também foram mortos durante o conflito. As forças chadianas também relataram 22 soldados feridos.
Em 6 de maio, o governo do Chade afirmou que os rebeldes da FACT foram repelidos depois de combater perto da fronteira com o Níger, fazendo com que os rebeldes fugissem para o norte. As forças de segurança estavam limpando a área. Em 9 de maio de 2021, o CMT reivindicou vitória sobre os rebeldes na ofensiva do norte, no entanto, os confrontos continuaram e um porta-voz do FACT disse não estar ciente do fim dos combates. Ele acrescentou que o grupo "fará comentários quando tiver informações confiáveis." Enquanto isso, foram relatados mensagens de boas-vindas em N'Djamena às tropas que retornavam do norte. A vitória dos militares chadianos foi confirmada quando Béchir Mahadi, porta-voz da FACT, pediu aos militares chadianos que respeitassem os direitos dos prisioneiros de guerra e deixassem "aqueles que ainda estão em rebelião fora do país ingressarem no sistema jurídico para que juntos possam contribuir para a construção de um país de direito e democracia."

## Reações
As reações à morte de Déby incluíram a condenação da violência em curso no Chade, além de condolências. As reações vieram da União Africana (UA), União Europeia (UE) e das Organização das Nações Unidas (ONU), bem como de representantes de vários países. Em 22 de abril de 2021, a França defendeu publicamente a tomada militar do governo pelo filho de Déby, apesar de ser inconstitucional, dizendo que era necessária em "circunstâncias excepcionais". Em 27 de abril de 2021, protestos eclodiram em N'Djamena, pedindo ao Conselho Militar para conceder a transição civil. Manifestantes apoiados por grupos da oposição ao governo iniciaram incêndios e marcharam a diferentes locais da cidade antes de serem dispersados, na qual o CMT tinha proibido qualquer tipo de manifestação após a morte de Déby. Em 2 de maio de 2021, o CMT suspendeu o toque de recolher noturno imposto no país após a morte do presidente Déby. O Conselho também reconheceu as mortes de seis manifestantes durante as manifestações uma semana antes.